# Catocala vesta
Catocala vesta är en fjärilsart som beskrevs av Barnes och Mcdunnough 1918. Catocala vesta ingår i släktet Catocala och familjen nattflyn. Inga underarter finns listade i Catalogue of Life.